# Sentinel-1

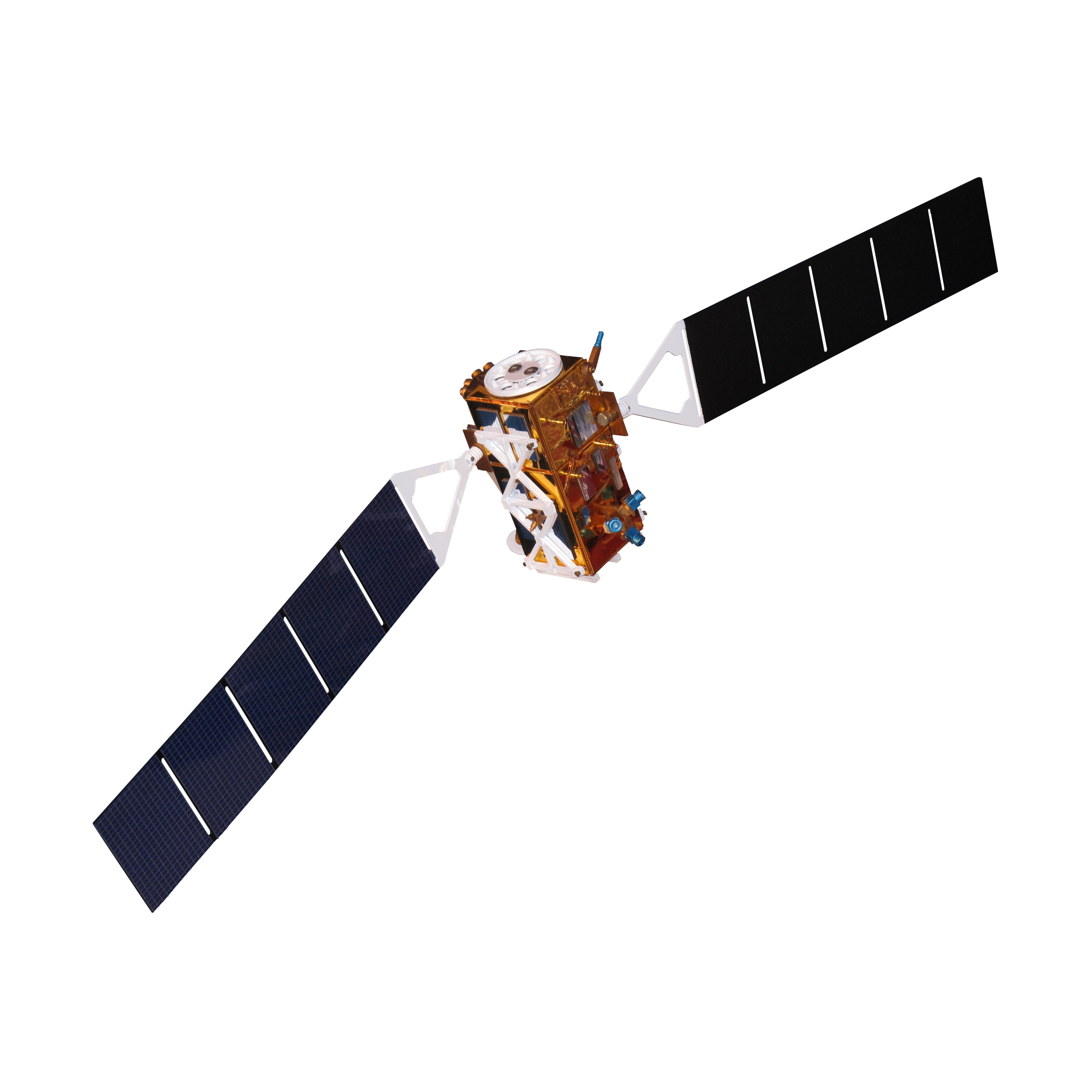
Imagem ilustrativa

O satélite Sentinel-1 será lançado em Abril de 2014 e destina-se a continuar as tarefas de monitorização ambiental actualmente a cargo dos satélites da ESA, ERS e Envisat.
O Sentinel-1 deverá produzir imagens da superfície terrestre em blocos de 250 km de diâmetro e resolução de 5 metros.
Para o seu desenvolvimento, o contrato inicial assinado entre a ESA e a Thales Alenia Space foi no valor de 229 M€.